# Can Vilaseca (Sant Joan de les Abadesses)
Can Vilaseca és una casa del municipi de Sant Joan de les Abadesses (Ripollès) inclosa en l'Inventari del Patrimoni Arquitectònic de Catalunya.

## Descripció
S'observa una portada en forma d'arcada amb carreus ben tallats i disposats que formen l'element arquitectònic. El carreu que es troba enmig de la gran volta que forma l'arcada té gravada la data 1623 i un escut o distintiu dels senyors que varen construir i habitar el casal en temps anteriors. Disposa, des del 1973, una làpida a la part lateral esquerra que diu "Joan Maragall escriví en aquesta casa la Vaca Cega, agost de 1893".

## Història
És una de les portades del s. XVII que es conserven en les cases de la vila vella, construïda en l'antic Vinyal del monestir en el s. XIII. Deuria ésser el casal d'algun senyor que en el s. XVII va fer o refer al carrer Major de la Vila, tal com indica la data i el gravat de sota. A finals del s. XIX, en el primer pis d'aquesta casa, hi venia a estiuejar el poeta català amb la seva família i fou en aquesta mateixa casa on va escriure "La vaca cega" tornant d'un dels seus passejos de la font Covilar.